# اندیس جنوب روستای سیدآباد
جنوب روستای سید آباد یک اندیس فلزی است که در حوالی شهر سلطان آباد  استان خراسان قرار دارد و مادهٔ معدنی موجود در آن، مس است.  در این اندیس، پاراژنز‌های ه یافت می‌شوند.